# True Colors (nummer van Cyndi Lauper)
"True Colors" is een nummer van de Amerikaanse zangeres Cyndi Lauper. Het nummer verscheen op haar gelijknamige album uit 1986. Op 28 augustus van dat jaar werd het nummer uitgebracht als de eerste single van het album.

## Achtergrond
"True Colors" is geschreven door Tom Kelly en Billy Steinberg en is het enige nummer op het album True Colors dat niet (co-)geschreven is door Lauper. Steinberg schreef het nummer oorspronkelijk over zijn moeder. Kelly veranderde het eerste couplet en het duo stuurde het nummer naar Anne Murray, die het niet wilde opnemen, en vervolgens naar Lauper. Hun oorspronkelijke demoversie was in de stijl van een gospelballad als "Bridge over Troubled Water" van Simon & Garfunkel. Steinberg vertelde in een interview dat "Cyndi volledig dat traditionele arrangement had ontmanteld en met iets kwam dat adembenemend en strak was".
"True Colors" werd wereldwijd een grote hit, waarbij het in de Verenigde Staten en Canada de eerste plaats behaalde. In het Verenigd Koninkrijk kwam het niet verder dan de twaalfde plaats in de hitlijsten. In Nederland werd de zevende plaats in de Top 40 en de veertiende plaats in de Nationale Hitparade behaald, terwijl het in Vlaanderen tot de vierde plaats kwam in de Ultratop 50. In 1987 werd het nummer genomineerd voor een Grammy Award in de categorie Best Female Pop Vocal Performance, maar verloor het van The Broadway Album van Barbra Streisand. Het groeide uit tot een belangrijk nummer in de lgbt-gemeenschap. In verschillende interviews vertelde Lauper dat zij zich kon vinden in het nummer omdat een vriend van haar recentelijk was overleden aan de gevolgen van aids. Jaren later richtte zij het True Colors Fund op, een non-profitorganisatie dat zich richt op het helpen van dakloze lgbt-jongeren.
"True Colors" is gecoverd door verschillende artiesten, waaronder Kasey Chambers, Jenna Ushkowitz (in de televisieserie Glee), de Canadese gelegenheidsgroep Artists Against Bullying, Shane Filan, en Justin Timberlake in samenwerking met Anna Kendrick voor de soundtrack van de film Trolls uit 2016. De bekendste coverversie is afkomstig van Phil Collins, die het nummer in 1998 opnam voor zijn compilatiealbum ...Hits. R&B-zanger Babyface produceerde het nummer en verzorgt de achtergrondzang. Zijn versie behaalde de 26e positie in het Verenigd Koninkrijk en de 66e plaats in de Verenigde Staten. In Nederland haalde het de Top 40 niet, maar kwam het tot de negentiende plaats in de Tipparade. Wel behaalde het de 73e plaats in de Mega Top 100.

## Hitnoteringen

### Cyndi Lauper

#### Nederlandse Top 40
| Hitnotering: 04-10-1986 t/m 06-12-1986 | Hitnotering: 04-10-1986 t/m 06-12-1986 | Hitnotering: 04-10-1986 t/m 06-12-1986 | Hitnotering: 04-10-1986 t/m 06-12-1986 | Hitnotering: 04-10-1986 t/m 06-12-1986 | Hitnotering: 04-10-1986 t/m 06-12-1986 | Hitnotering: 04-10-1986 t/m 06-12-1986 | Hitnotering: 04-10-1986 t/m 06-12-1986 | Hitnotering: 04-10-1986 t/m 06-12-1986 | Hitnotering: 04-10-1986 t/m 06-12-1986 | Hitnotering: 04-10-1986 t/m 06-12-1986 | Hitnotering: 04-10-1986 t/m 06-12-1986 |
| Week                                   | 1                                      | 2                                      | 3                                      | 4                                      | 5                                      | 6                                      | 7                                      | 8                                      | 9                                      | 10                                     |                                        |
| -------------------------------------- | -------------------------------------- | -------------------------------------- | -------------------------------------- | -------------------------------------- | -------------------------------------- | -------------------------------------- | -------------------------------------- | -------------------------------------- | -------------------------------------- | -------------------------------------- | -------------------------------------- |
| Positie                                | 30                                     | 21                                     | 15                                     | 10                                     | 7                                      | 7                                      | 8                                      | 13                                     | 20                                     | 33                                     | uit                                    |

#### Nationale Hitparade
| Hitnotering: 27-09-1986 t/m 13-12-1986 | Hitnotering: 27-09-1986 t/m 13-12-1986 | Hitnotering: 27-09-1986 t/m 13-12-1986 | Hitnotering: 27-09-1986 t/m 13-12-1986 | Hitnotering: 27-09-1986 t/m 13-12-1986 | Hitnotering: 27-09-1986 t/m 13-12-1986 | Hitnotering: 27-09-1986 t/m 13-12-1986 | Hitnotering: 27-09-1986 t/m 13-12-1986 | Hitnotering: 27-09-1986 t/m 13-12-1986 | Hitnotering: 27-09-1986 t/m 13-12-1986 | Hitnotering: 27-09-1986 t/m 13-12-1986 | Hitnotering: 27-09-1986 t/m 13-12-1986 | Hitnotering: 27-09-1986 t/m 13-12-1986 | Hitnotering: 27-09-1986 t/m 13-12-1986 |
| Week                                   | 1                                      | 2                                      | 3                                      | 4                                      | 5                                      | 6                                      | 7                                      | 8                                      | 9                                      | 10                                     | 11                                     | 12                                     |                                        |
| -------------------------------------- | -------------------------------------- | -------------------------------------- | -------------------------------------- | -------------------------------------- | -------------------------------------- | -------------------------------------- | -------------------------------------- | -------------------------------------- | -------------------------------------- | -------------------------------------- | -------------------------------------- | -------------------------------------- | -------------------------------------- |
| Positie                                | 43                                     | 37                                     | 24                                     | 18                                     | 14                                     | 14                                     | 18                                     | 20                                     | 21                                     | 33                                     | 38                                     | 43                                     | uit                                    |

#### NPO Radio 2 Top 2000
| Nummer met noteringen in de NPO Radio 2 Top 2000 | '99 | '00 | '01  | '02 | '03  | '04 | '05  | '06 | '07 | '08 | '09  | '10 | '11 | '12 | '13 | '14  | '15  | '16 | '17  | '18  | '19  | '20  | '21  | '22  | '23  | '24  |
| ------------------------------------------------ | --- | --- | ---- | --- | ---- | --- | ---- | --- | --- | --- | ---- | --- | --- | --- | --- | ---- | ---- | --- | ---- | ---- | ---- | ---- | ---- | ---- | ---- | ---- |
| True Colors                                      | 465 | 890 | 1100 | 858 | 1460 | 811 | 1083 | 927 | 998 | 964 | 1026 | 912 | 628 | 969 | 826 | 1114 | 1173 | 834 | 1009 | 1033 | 1136 | 1062 | 1040 | 1272 | 1129 | 1130 |

1. ↑  Een vetgedrukt getal geeft de hoogste notering aan.

### Phil Collins

#### Mega Top 100
| Hitnotering: 26-09-1998 t/m 31-10-1998 | Hitnotering: 26-09-1998 t/m 31-10-1998 | Hitnotering: 26-09-1998 t/m 31-10-1998 | Hitnotering: 26-09-1998 t/m 31-10-1998 | Hitnotering: 26-09-1998 t/m 31-10-1998 | Hitnotering: 26-09-1998 t/m 31-10-1998 | Hitnotering: 26-09-1998 t/m 31-10-1998 | Hitnotering: 26-09-1998 t/m 31-10-1998 |
| Week                                   | 1                                      | 2                                      | 3                                      | 4                                      | 5                                      | 6                                      |                                        |
| -------------------------------------- | -------------------------------------- | -------------------------------------- | -------------------------------------- | -------------------------------------- | -------------------------------------- | -------------------------------------- | -------------------------------------- |
| Positie                                | 93                                     | 76                                     | 75                                     | 78                                     | 73                                     | 82                                     | uit                                    |